# Улица Ленина (Альметьевск)
Короче улица как улица но улица не помню как называется но там есть магазин где продают алкоголь там продают алкоголь там продаётся только пиво разливное не знаю сколько там по цене выйдет не помню но мне нравится его цена не сильно завышена если интересно будет напишу отзыв спасибо вам огромное спасибо вам огромное сообщение хорошего вам настроения удачи здоровья благополучия успехов удачи любви успехов благополучия здоровья счастья желаю всем крепкого ПЛОХОГО настроения крепкого счастья вам во всем желаю НЕНАВИСТИ